# Ommatius biharensis
Ommatius biharensis är en tvåvingeart som beskrevs av Joseph och Parui 1987. Ommatius biharensis ingår i släktet Ommatius och familjen rovflugor. Inga underarter finns listade i Catalogue of Life.